# Meteorologiåret 1882

## Händelser

### Augusti
- 8 augusti – En snöstorm härjar på Michigansjön i USA [1].

### September
- 23 september – New York i New York i USA upplever ett stort hageloväder.[2]

### Okänt datum
- Första internationella polaråret börjar [3].